# Hertog van Albany
Hertog van Albany (Engels: Duke of Albany) is een titel gedragen door een aantal Schotse edelen. Later, toen de koninkrijken Schotland en Engeland in een personele unie (Act of Union, (1707) - verenigd waren, werd de titel ook door Engelsen gedragen.
Albany komt voort uit de Keltische naam voor Schotland, Alba. In de middeleeuwen werd Albany aangeduid als het gebied ten noorden van de Firth of Clyde en de Firth of Forth. De titel werd voor het eerst gecreëerd in 1398, als apanage voor Robert Stewart (1339/40-1420), broer van koning Robert III van Schotland. Zijn zoon Murdoch Stewart erfde de titel (2e hertog), maar na zijn terechtstelling in 1425 verdween de titel weer.
Hierna werd de titel regelmatig opnieuw vergeven, meestal als leden van niet-regerende telgen van de Britse koninklijke familie.
Tussen de vijfde en zesde creatie is de titel nooit officieel ingesteld. Wel bestond toen de titel "hertog van York en Albany", die werd gedragen door niet-regerende leden van het huis Hannover.
De eerste vijf creaties waren in de adel van Schotland. De laatste in de adel van het Verenigd Koninkrijk. De drie creaties van de titel hertog van York en Albany waren allen in de adel van Groot-Brittannië. De titel werd als laatste gedragen door Karel Eduard, 2e hertog van Albany; Hij volgde zijn oom Alfred op als regenend hertog van Saksen-Coburg en Gotha en werd daardoor Duitser. Omdat hij de wapens opnam tegen zijn oorspronkelijke vaderland, het Verenigd Koninkrijk, verloor hij de titel door de Titles Deprivation Act 1917.

## Hertogen van Albany

### Eerste creatie (1398)
- 1398-1420 Robert Stewart, 1e hertog van Albany
- 1420-1425 Murdoch Stewart, 2e hertog van Albany

### Tweede creatie (1458)
- 1458-1485 Alexander Stewart, 1e hertog van Albany
- 1485-1536 John Stewart, 2e hertog van Albany

### Derde creatie (1565)
- 1565-1566 Henry Stuart, 1e hertog van Albany
- 1566-1567 James Stuart, hertog van Rothesay; 2e hertog van Albany

### Vierde creatie (1604)
- 1604-1625 Charles Stuart

### Vijfde creatie (1660)
- 1660-1685 James Stuart

### Zesde creatie (1881)
- 1881-1884 Leopold van het Verenigd Koninkrijk, 1e hertog van Albany
- 1884-1919 Karel Eduard van Saksen-Coburg-Gotha, 2e hertog van Albany; verloor de titel door de Titles Deprivation Act 1917

## Hertogen van York en Albany

### Eerste creatie (1716)
- 1716-1728 Ernst August van Hannover (1674-1728), 1e hertog van York en Albany, bisschop van Osnabrück (jongste broer van koning George I van Groot-Brittannië)

### Tweede creatie (1760)
- 1760-1767 Eduard August van Hannover (1739 - 1767), 1e hertog van York en Albany (kleinzoon van koning George II van Groot-Brittannië)

### Derde creatie (1784)
- 1784-1827 Frederik August van Hannover (1763 - 1827), 1e hertog van York en Albany, prins-bisschop van Osnabrück (zoon van George III van Groot-Brittannië)

## Hertogin van Albany
In 1783 legitimeerde Charles Edward Stuart, de Jacobitische troonpretendent, zijn dochter uit een verhouding met Clementina Walkinshaw, Charlotte Stuart. Zij werd door hem beleend met de titel hertogin van Albany, die in Groot-Brittannië niet werd erkend. Charles en zijn vrouw Louise van Stolberg-Gedern leefden daarvoor te Florence als graaf en gravin van Albany.